# Corticaria ovalipennis
Corticaria ovalipennis is een keversoort uit de familie schimmelkevers (Latridiidae). De wetenschappelijke naam van de soort werd in 1989 gepubliceerd door Wolfgang H. Rücker.